# Lala Deen Dayal

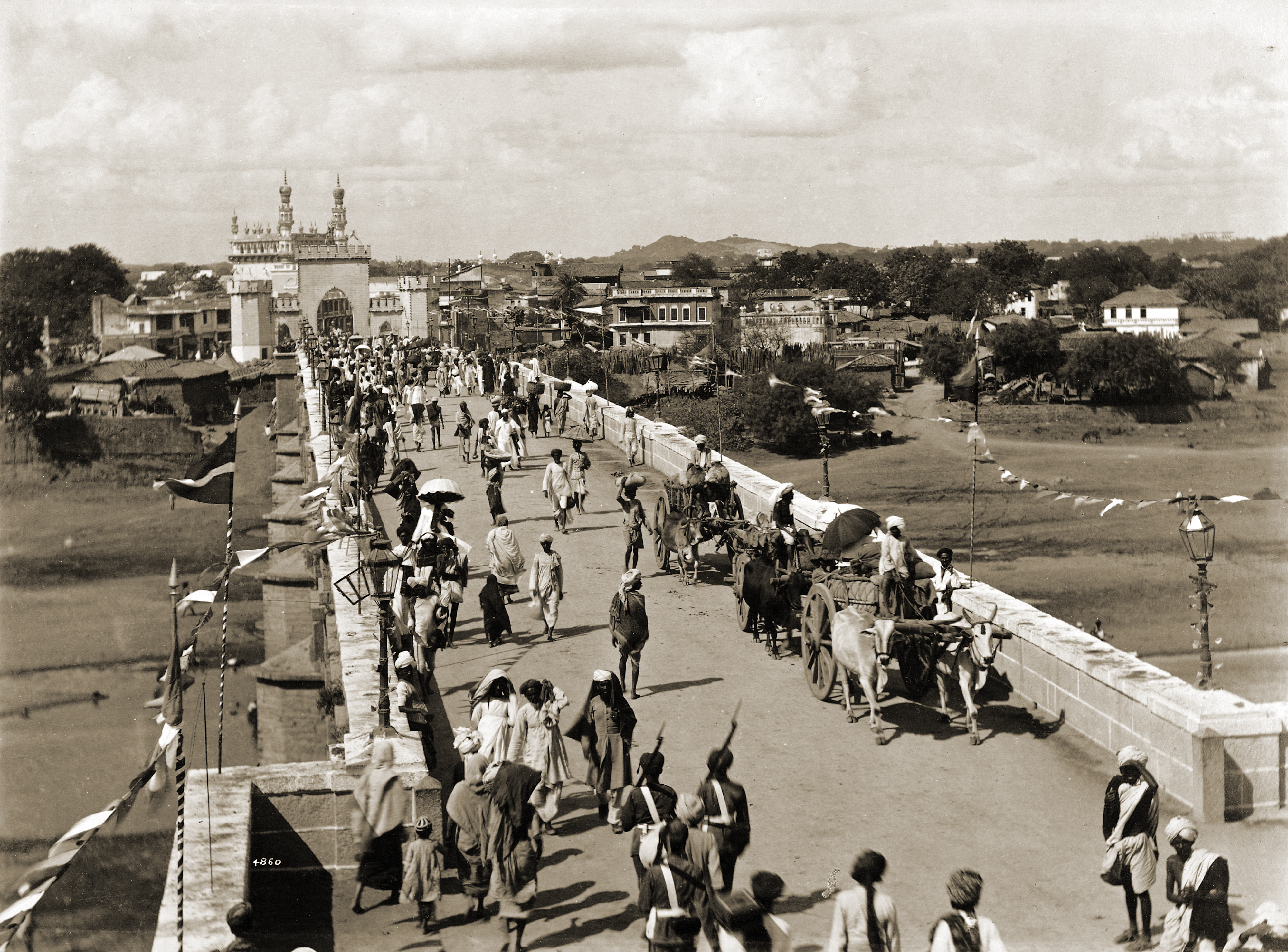
Purana Pul, Hajdarábád, Indie

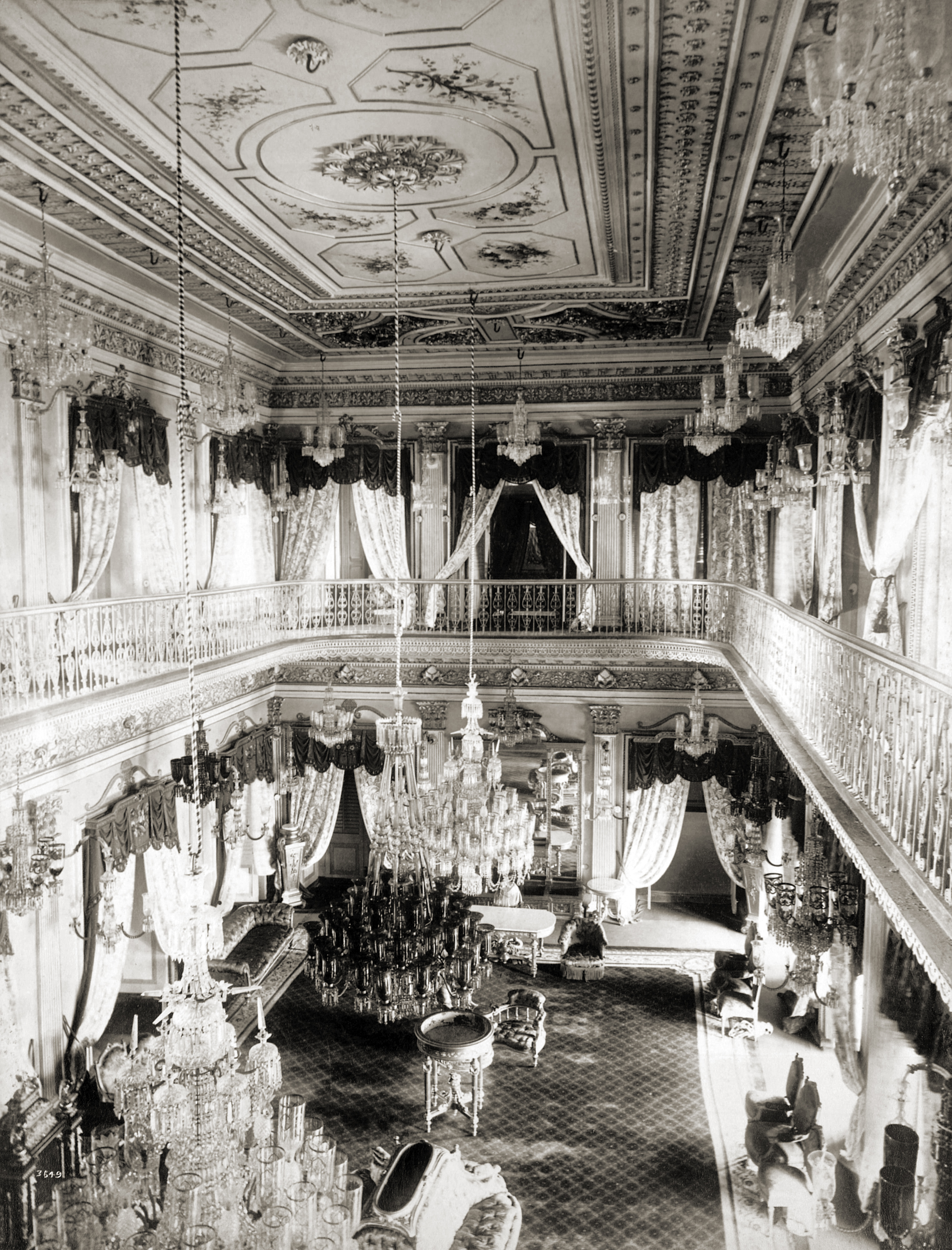
Lala Deen Dayal: Kreslírna v paláci Chowmahalla Palace, Hajdarábád

Lala Deen Dayal (1844 Sardhana, Uttarpradéš – 1910, Bombaj, známý jako Raja Deen Dayal) byl indický fotograf. Jeho kariéra fotografa začala v polovině 70. let 19. století, kdy jako pověřený fotograf založil studia v Indore, Bombaji a Hajdarábádu, stal se dvorním fotografem šestého Nizamu státu Hajdarábád, Mahbub Ali Khan, Asif Jah VI, který mu udělil titul Musawwir Jung Raja Bahadur a později v roce 1885 byl jmenován fotografem místokrále Indie.
V roce 1887 nebo 1897 získal královské oprávnění od královny Viktorie.

## Život a dílo
Narodil se v městě Sardhana, státu Uttarpradéš, v blízkosti Meerut v rodině šperkařů. Vzdělání získal na technické vysoké škole Thompson College of Civil Engineering na Roorkee, (později IIT Roorkee).
V roce 1866 vstoupil do státní služby jako vedoucí a kreslíř v oddělení sekretariátu Úřadu práce v Indore. Mezitím začal fotografovat a založil vlastní studio v Indore. Byl pověřen fotografovat generálního guvernéra na turné po střední Indii. V roce 1868 založil studio Lala Deen Dayal & Sons, a byl následně pověřen fotografovat různé chrámy a paláce v Indii. Založil studia v Secunderabad, Bombay a Indore.
V letech 1875-1876 fotografoval královskou cestu prince a princezny z Walesu. Na počátku 80. let cestoval se sirem Lepelem Griffinem a fotografoval antickou architekturu v regionu. Griffin jej pověřil dělat archeologické fotografie, výsledkem bylo portfolio 86 fotografií, známý jako "Slavné Památky Střední Indie" ("Famous Monuments of Central India").
Příští rok odešel z vládních služeb a soustředil se na svou kariéru profesionálního fotografa. Stal se dvorním fotografem šestého Nizamu v roce 1885, brzy poté se přestěhoval z Indore do Hajdarábádu, ve stejném roce byl jmenován fotografem místokrále Indie.
Deen Dayal byl jmenován fotografem královny Viktorie v roce 1887 nebo 1897.
V letech 1905-1906 doprovázel prince a princeznu z Walesu.
Dayal zemřel v Bombaji v roce 1905.
Po jeho smrti pokračovala jeho rodina ve vedení studia se sedmým Nizamem v Hajdarábádu, kde jeho pokračuje ve vedení ateliéru již čtvrtá generace potomků.

## Dědictví
Jeho sbírka čítá na 2 857 negativů na skleněných deskách, kterou v roce 1989 zakoupilo národní centrum umění Indira Gandhi National Centre for the Arts (IGNCA), Nové Dillí, které je dnes největším úložištěm jeho práce. Velká sbírka snímků, včetně hladomoru v 70. letech jsou v americkém muzeu Peabody Essex Museum a ve sbírce Ebrahima Alkaziho v Dillí. V roce 2010 se konala retrospektivní výstava jeho děl v IGNCA, kurátorem byl Jyotindra Jain.
V roce 2006 bylo kurátorem výstavy ze sbírky jeho fotografií muzeum Salar Jung Museum během festivalu "Times Hyderabad Festival"; následně v listopadu ministerstvo komunikací vydalo na jeho počest pamětní známku.

## Sbírky
- British Library

## Galerie

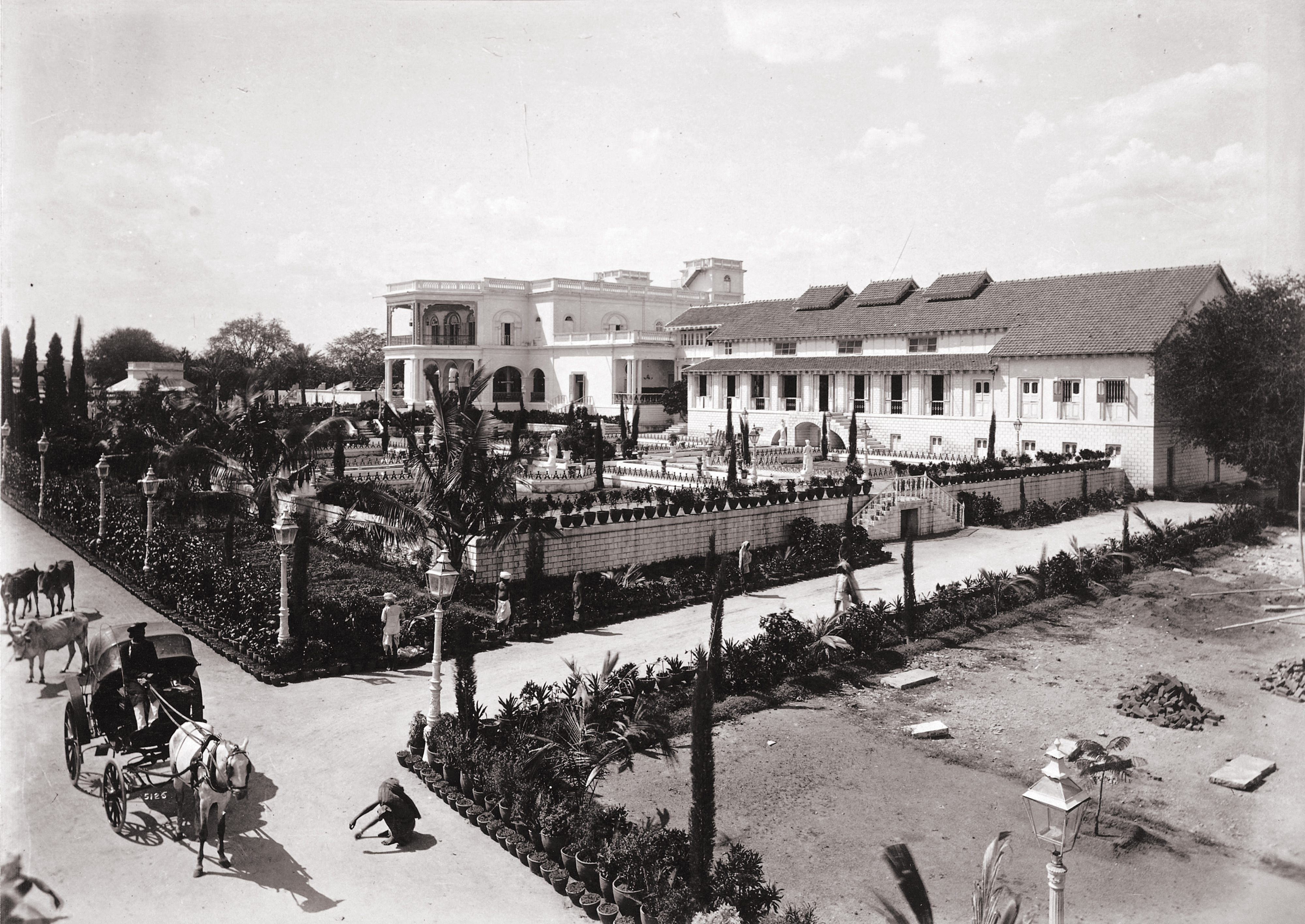
Bashir Bagh Palace, Hajdarábád
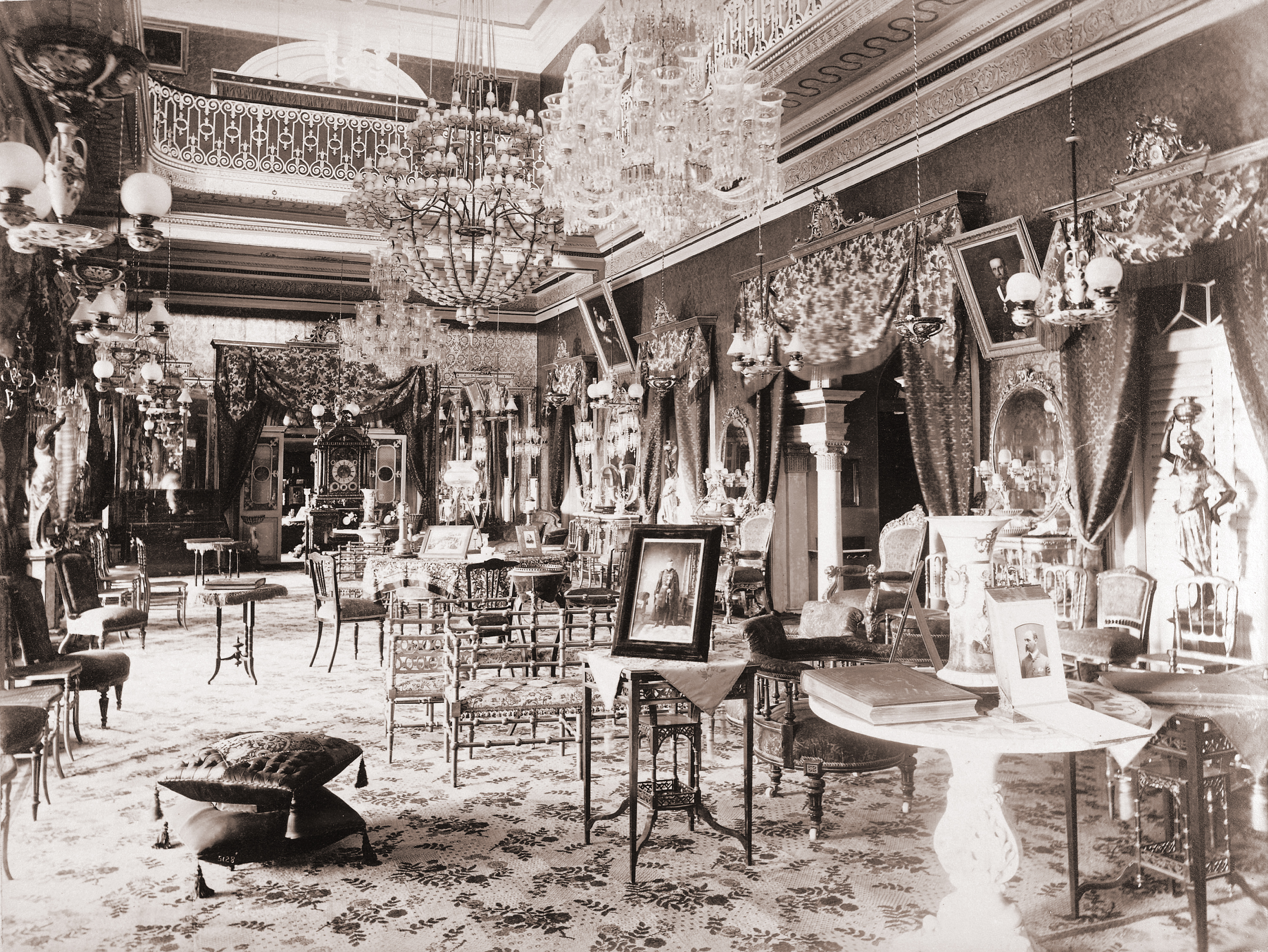
Interiér paláce Basir-bagh
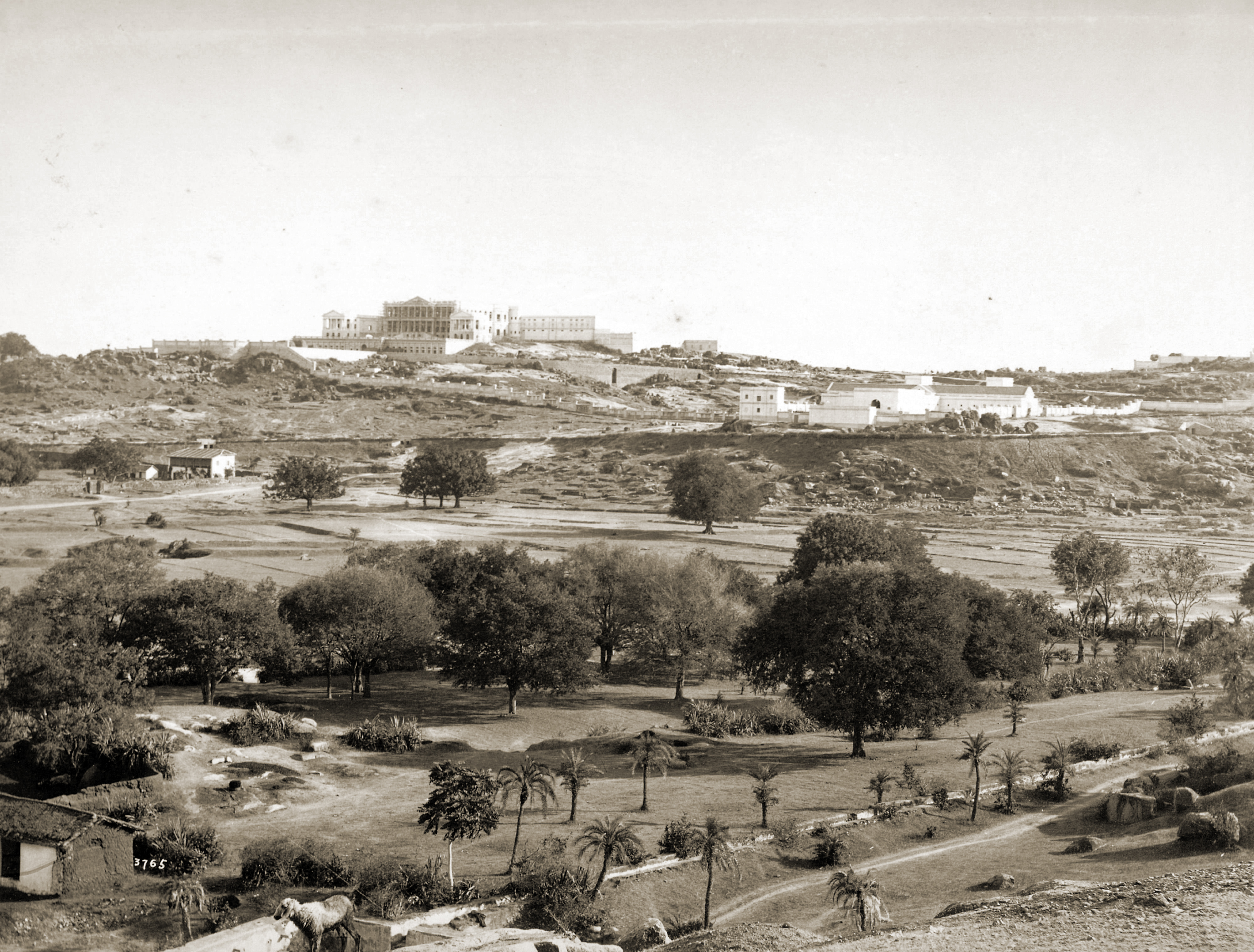
Pohled na palác Falaknuma Palace z opačné strany, 1880–1890, Hajdarábád
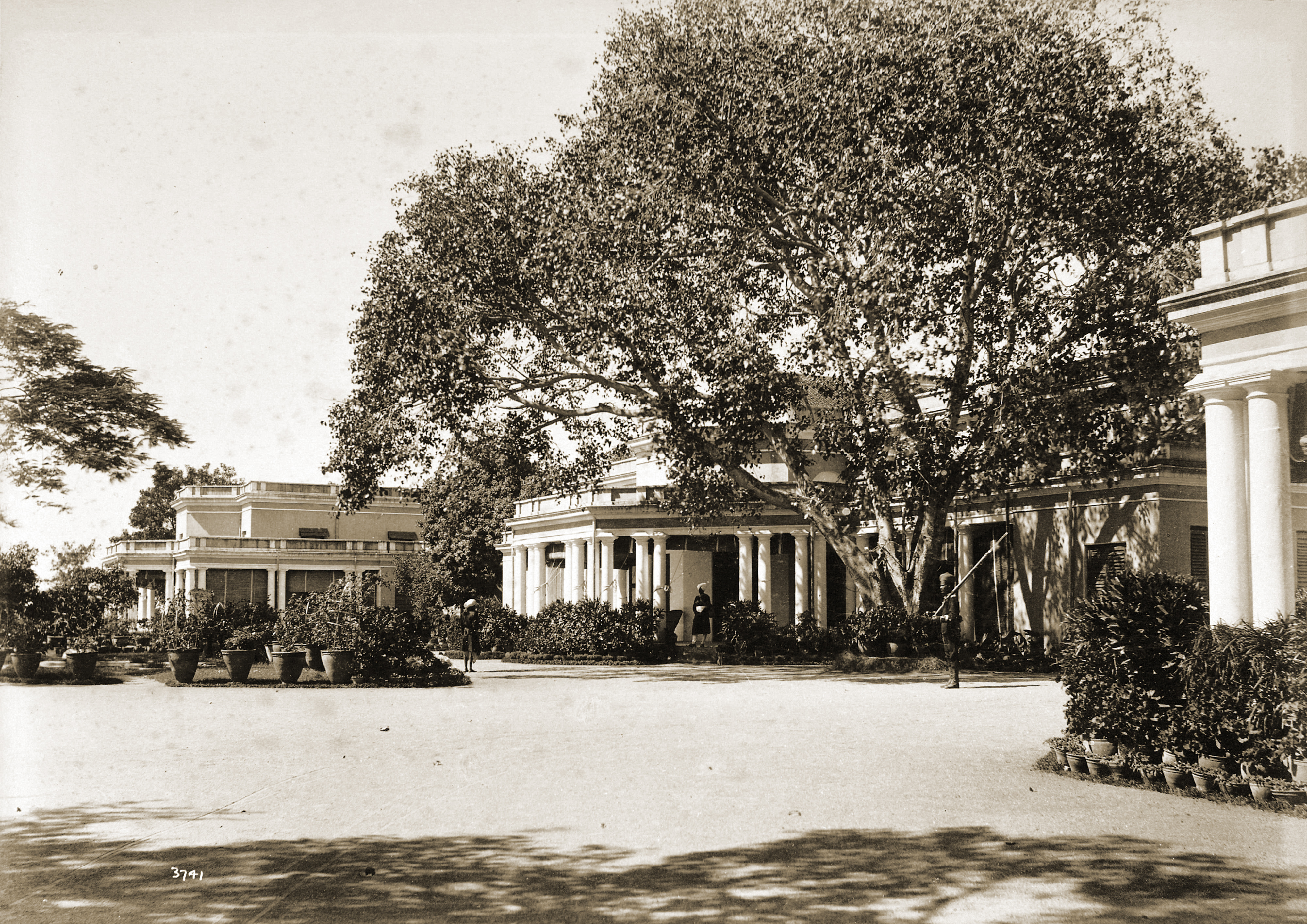
Rashtrapati Nilayam, Hajdarábád, rezidence, asi 1892
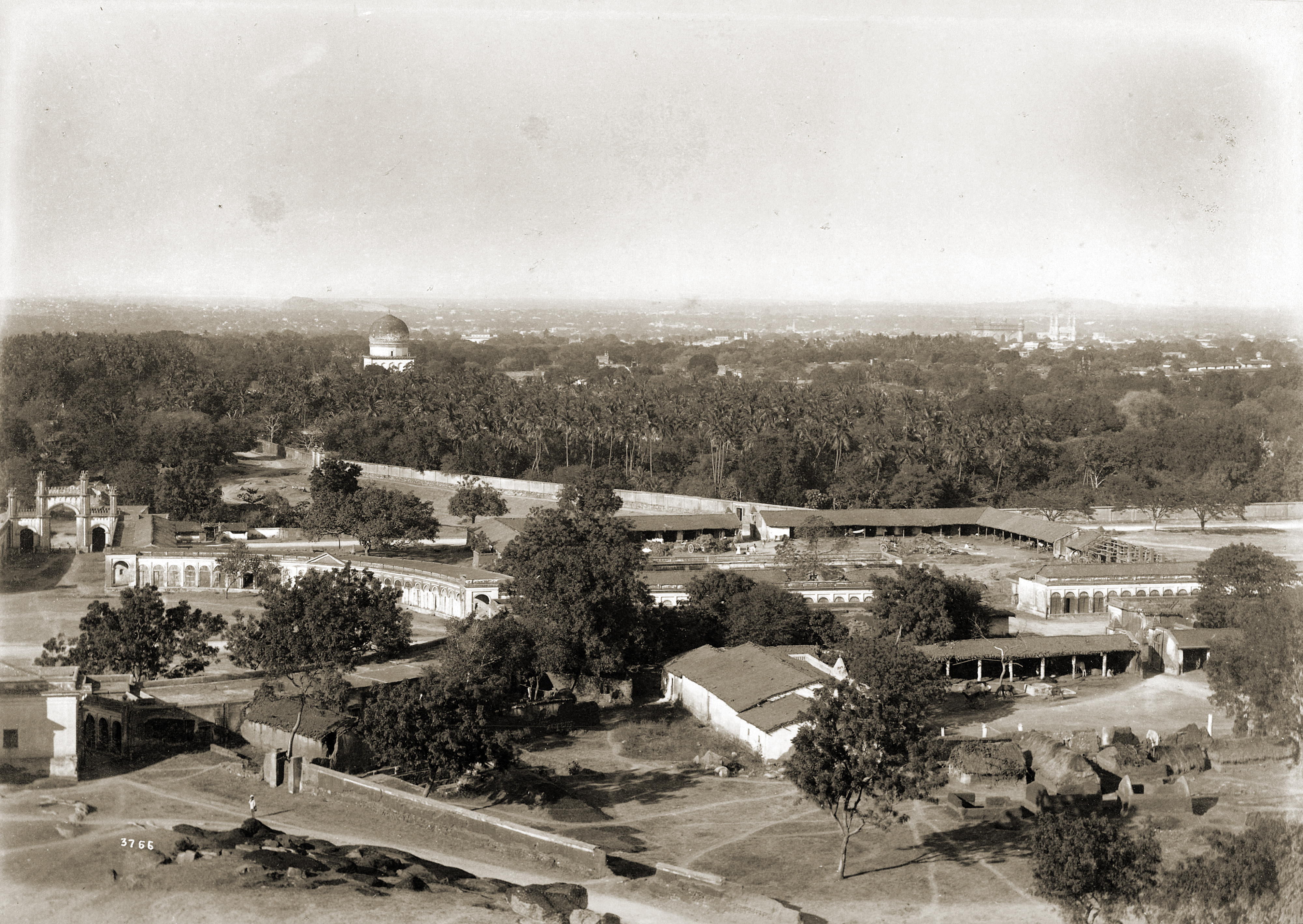
Hajdarábád, pohlednice
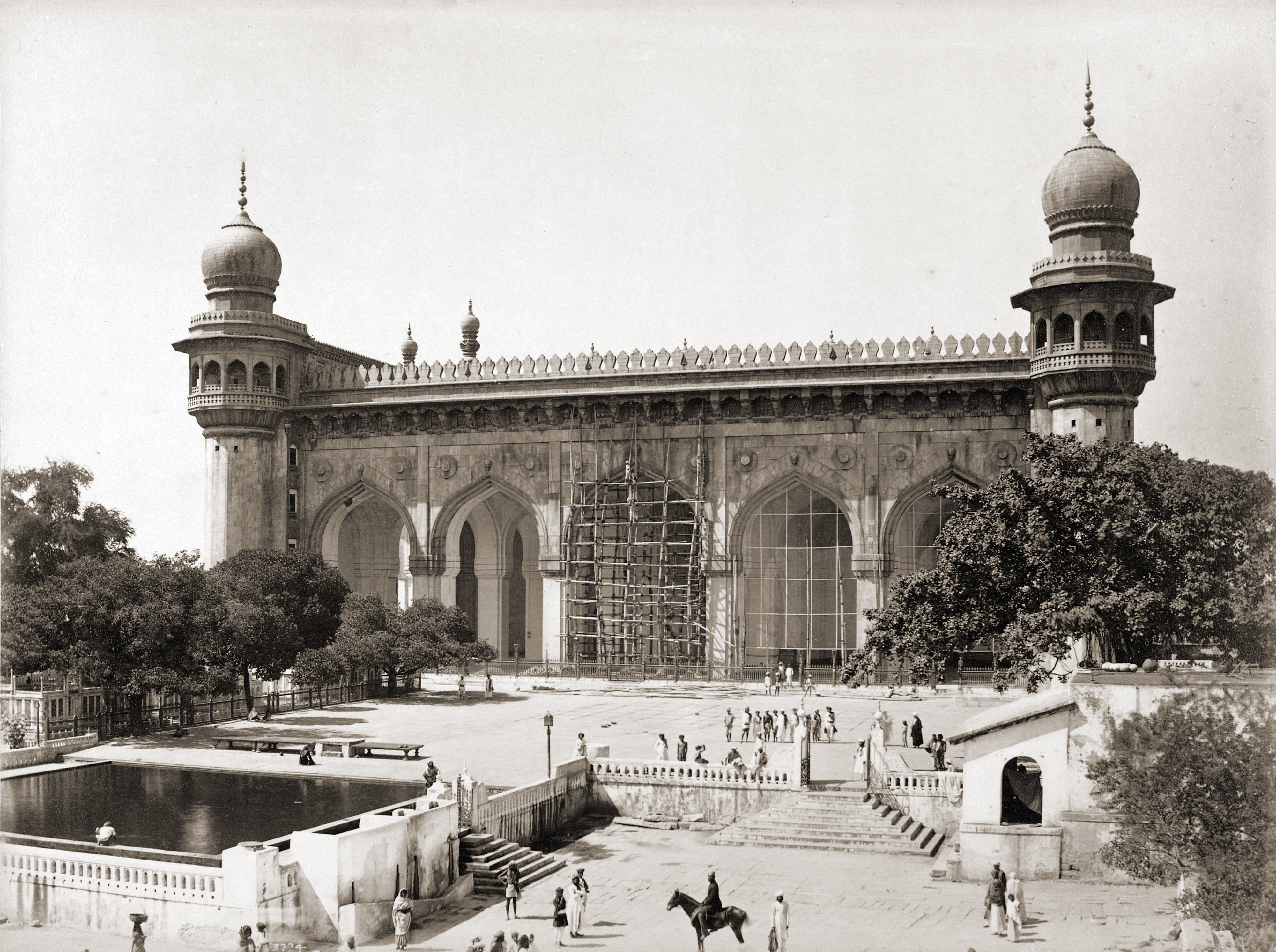
Mecca Masjid, Hajdarábád
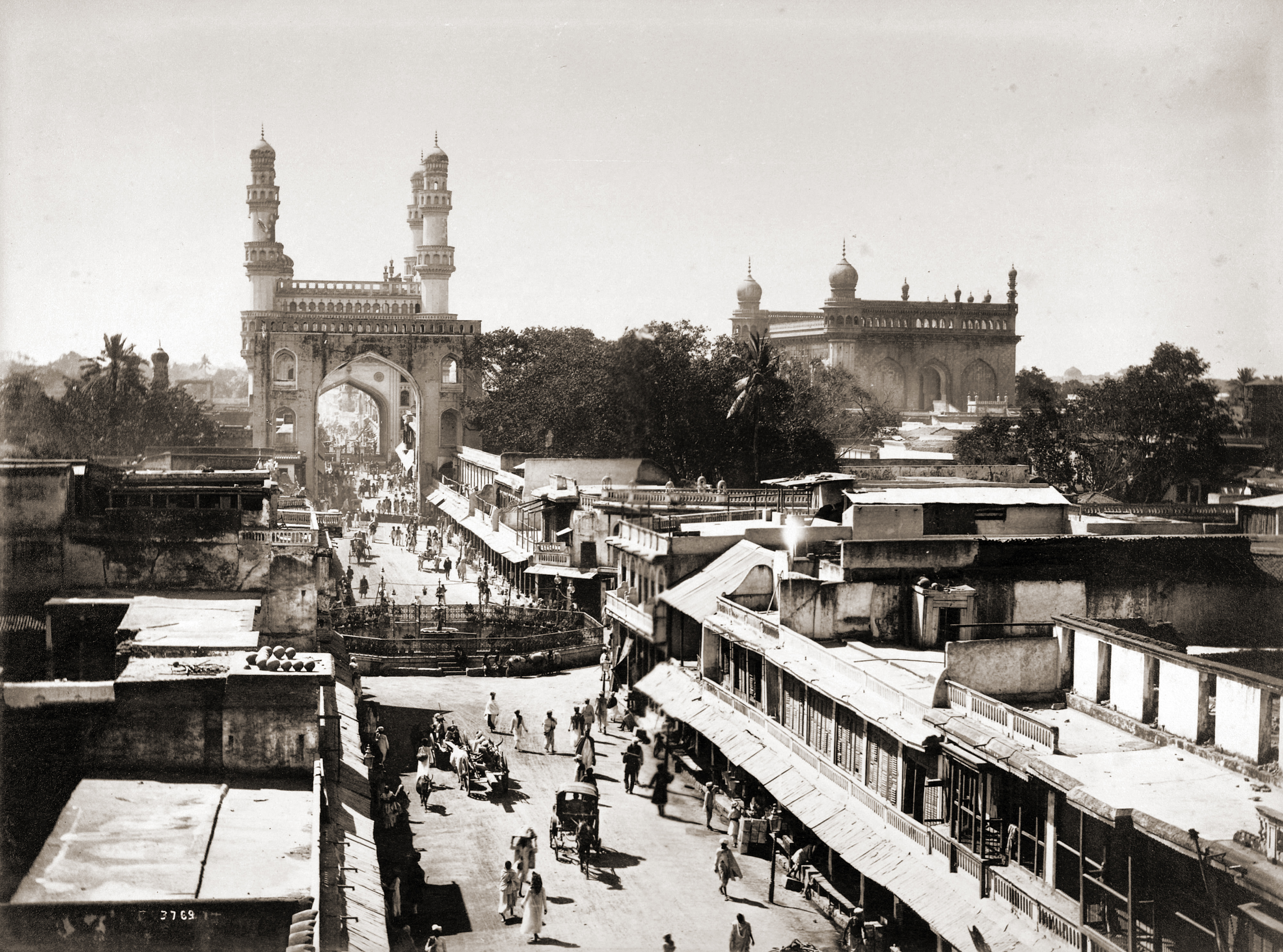
Hajdarábád
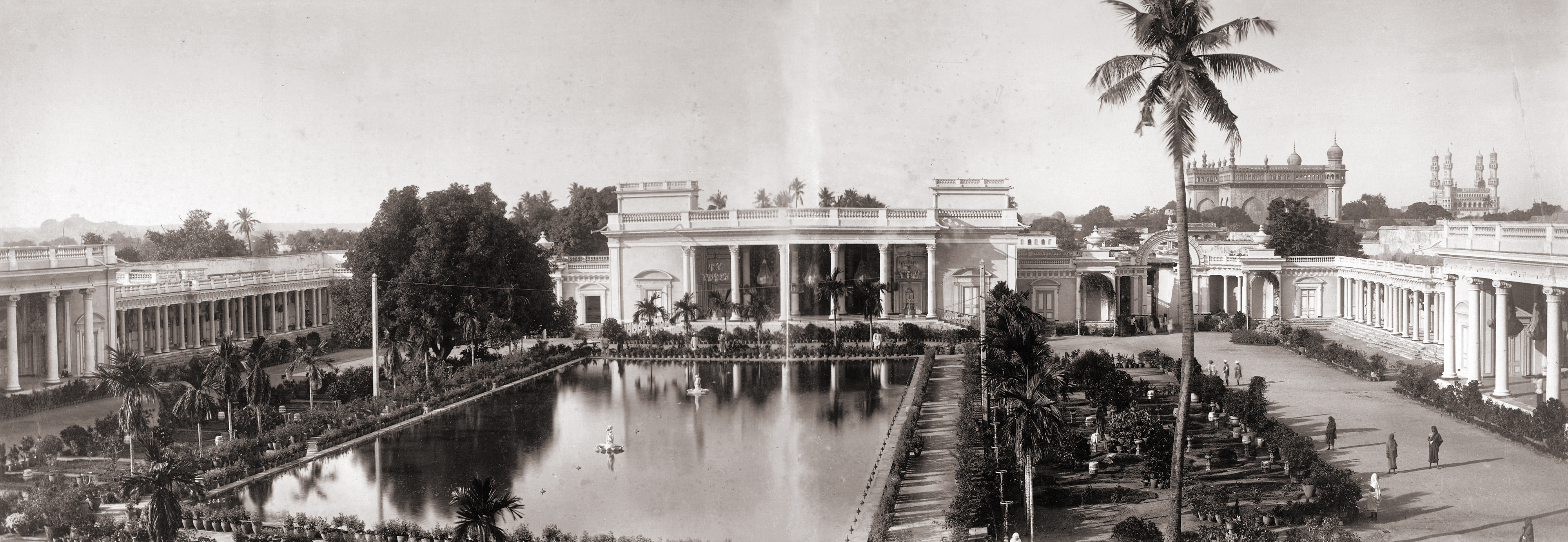
Panoramatický pohled na palác Nizam's Chowmahela, Hajdarábád